# Каямунг (Нью-Мексико)
Каямунг (англ. Cuyamungue) — переписна місцевість (CDP) в США, в окрузі Санта-Фе штату Нью-Мексико. Населення — 534 особи (2020).

## Географія
Каямунг розташований за координатами 35°51′53″ пн. ш. 106°0′35″ зх. д. / 35.86472° пн. ш. 106.00972° зх. д. (35.864773, -106.009631).  За даними Бюро перепису населення США в 2010 році переписна місцевість мала площу 3,02 км², уся площа — суходіл.

## Демографія
Згідно з переписом 2010 року, у переписній місцевості мешкало 479 осіб у 204 домогосподарствах у складі 130 родин. Густота населення становила 158 осіб/км².  Було 224 помешкання (74/км²).
Расовий склад населення:
| - 58,5 % — білих - 6,3 % — корінних американців - 1,3 % — чорних або афроамериканців - 0,4 % — азіатів - 27,8 % — осіб інших рас |

До двох чи більше рас належало 5,8 %. Частка іспаномовних становила 77,0 % від усіх жителів.
За віковим діапазоном населення розподілялося таким чином: 20,9 % — особи молодші 18 років, 63,9 % — особи у віці 18—64 років, 15,2 % — особи у віці 65 років та старші. Медіана віку мешканця становила 44,3 року. На 100 осіб жіночої статі у переписній місцевості припадало 103,0 чоловіків;  на 100 жінок у віці від 18 років та старших — 107,1 чоловіків також старших 18 років.
Середній дохід на одне домашнє господарство  становив 66 432 долари США (медіана — 50 167), а середній дохід на одну сім'ю — 76 087 доларів (медіана — 55 833). За межею бідності перебувало 13,8 % осіб, у тому числі 16,9 % дітей у віці до 18 років та 10,4 % осіб у віці 65 років та старших.
Цивільне працевлаштоване населення становило 234 особи. Основні галузі зайнятості: науковці, спеціалісти, менеджери — 21,8 %, публічна адміністрація — 15,8 %, мистецтво, розваги та відпочинок — 15,4 %.